# Илько, Иван Иванович
Иван Иванович Илько́ (укр. Іван Іванович Ілько; 4 марта 1938, с. Дулово (ныне Тячевского района Закарпатской области Украины) — украинский живописец. Член Национального Союза художников Украины (1968). Народный (2018) и Заслуженный художник Украины (1994).
С 1952 по 1957 год обучался на отделении декоративной росписи Ужгородского государственного художественно-промышленного училища прикладного искусства. Учителями И. Илько были Иосип Бокшай, Адальберт Эрдели и Фёдор Манайло.
Позже стал студентом Ленинградской академии искусств, но из-за болезни дальнейшую учебу оставил и вернулся в родное Закарпатье.
И. Илько — продолжатель традиции закарпатской школы живописи. Работает в жанре станковой и монументальной живописи, пейзажист, автор ряда картин бытового жанра.